# Liste der Stolpersteine im Košický kraj

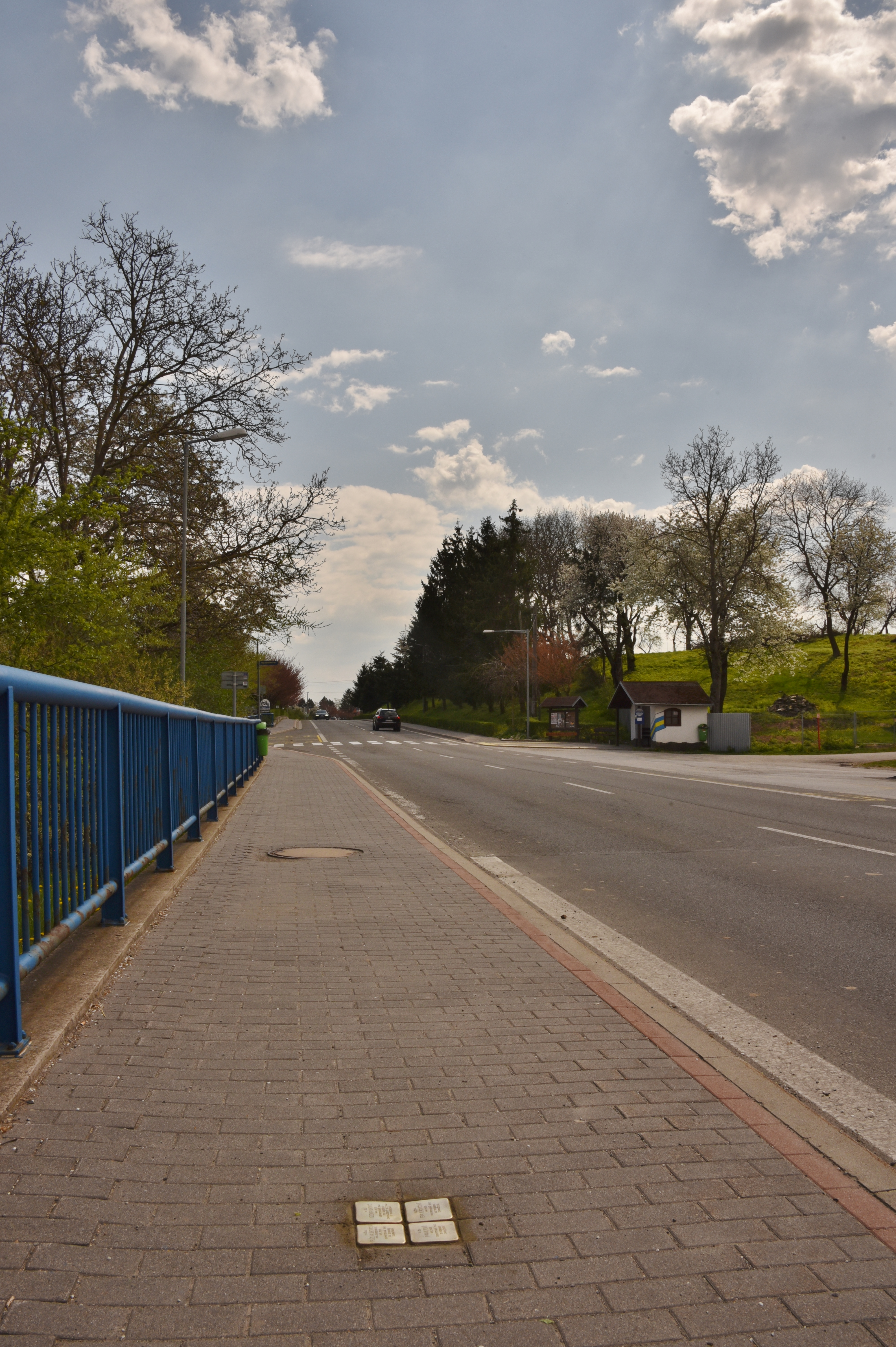
Stolpersteine in Budimír

Die Liste der Stolpersteine im Košický kraj enthält die Stolpersteine in der slowakischen Region Košický kraj (Kaschauer Landschaftsverband), die an das Schicksal der Menschen dieser Region erinnern, welche von den Nationalsozialisten ermordet, deportiert, vertrieben oder in den Suizid getrieben wurden. Die Stolpersteine sind ein Projekt des Künstlers Gunter Demnig und werden meist von ihm selbst verlegt, in der Regel vor dem letzten selbstgewählten Wohnort des Opfers.

## Verlegte Stolpersteine

### Budimír
In Budimír wurden vier Stolpersteine verlegt.
| Stolperstein | Übersetzung                                                                                         | Verlegeort          | Name, Leben                                     |
| ------------ | --------------------------------------------------------------------------------------------------- | ------------------- | ----------------------------------------------- |
|              | HIER WOHNTE EVA ILKOVIČOVÁ JG. 1928 DEPORTIERT 1942 NACH SOBIBOR ERMORDET                           | Hauptstraße Budimír | Eva Ilkovičová (1928–1942)                      |
|              | HIER WOHNTE IVAN ILKOVIČ JG. 1926 DEPORTIERT 1942 NACH SOBIBOR ERMORDET                             | Hauptstraße Budimír | Ivan Ilkovič (1926–1942)                        |
|              | HIER WOHNTE IZIDOR ILKOVIČ JG. 1899 DEPORTIERT 1942 NACH SOBIBOR ERMORDET AM 18.7.1942 IN AUSCHWITZ | Hauptstraße Budimír | Izidor Ilkovič (1899–1942)                      |
|              | HIER WOHNTE RUŽENA ILKOVIČOVÁ GEB. DAVIDOVIČOVÁ JG. 1875 DEPORTIERT 1942 NACH SOBIBOR ERMORDET      | Hauptstraße Budimír | Ružena Ilkovičová geb. Davidovičová (1875–1942) |

### Košice
In Košice wurden an einer Adresse zwei Stolpersteine verlegt.
| Stolperstein | Übersetzung                                                                          | Verlegeort          | Name, Leben                            |
| ------------ | ------------------------------------------------------------------------------------ | ------------------- | -------------------------------------- |
|              | HIER WOHNTE FANNY SONTAG GEB. UNGAR JG. 1895 DEPORTIERT 1944 NACH AUSCHWITZ ERMORDET | Alžbetina 18 Košice | Fanny Sontag geb. Ungar (1895–1944/45) |
|              | HIER WOHNTE MIRIAM UNGAR JG. 1923 DEPORTIERT 1944 NACH AUSCHWITZ ERMORDET            | Alžbetina 18 Košice | Miriam Ungar (1923–1944/45)            |

### Plešivec
In Plešivec wurden zumindest zwei Stolpersteine verlegt. Sie sind zweisprachig gestaltet (slowakisch/ungarisch).
| Stolperstein | Übersetzung                                                                                            | Verlegeort              | Name, Leben                                           |
| ------------ | --- | ----------------------- | ----------------------------------------------------- |
|              | HIER LEBTE FLÓRA FRANCISKA HORÁK GEB. FRIEDMANN 1882 DEPORTIERT 1942 NACH AUSCHWITZ ERMORDET 7.11.1942 | Gemerská 233 Plešivec   | Flóra Franciska Horák, geborene Friedmann (1882–1942) |
|              | HIER LEBTE LÁSZLÓ KELLNER JG. 1899 ERMORDET 16.10.1944 IN DER PUSZTA                                   | Čsl. armády 54 Plešivec | Ivan Ilkovič (1899–1944)                              |

## Verlegedaten
- 2021: Plešivec
- 2022:  Budimír (durch den Künstler Gunter Demnig persönlich), Košice